# Наа, Дивайн
Дивайн Елсармба Наа (англ. Divine Yelsarmba Naah; 20 апреля 1996 года, Обуаси, Гана) — ганский футболист, полузащитник бельгийского клуба «Тюбиз».

## Клубная карьера
Наа — воспитанник известной африканской академии «Право на мечту». После окончания академии был приобретён английской командой «Манчестер Сити», но сразу был отправлен в полугодовую аренду в норвежский клуб «Стрёмсгодсет». 20 сентября 2014 года провёл единственный матч за команду, в матче против клуба «Будё-Глимт» вышел на замену в конце второго тайма.
1 февраля 2015 года отправился в аренду в голландский клуб «НАК Бреда». 28 февраля 2015 года дебютировал за новую команду в матче против «Твенте», выйдя на замену во втором тайме. 13 сентября 2015 года забил первый гол за команду в матче против клуба «МВВ Мастрихт».

## Статистика
| Сезон           | Клуб                  | Дивизион        | Лига  | Лига | Кубок | Кубок | Континентальные | Континентальные | Всего | Всего |
| Сезон           | Клуб                  | Дивизион        | Матчи | Голы | Матчи | Голы  | Матчи           | Голы            | Матчи | Голы  |
| --------------- | --------------------- | --------------- | ----- | ---- | ----- | ----- | --------------- | --------------- | ----- | ----- |
| 2014            | Стрёмсгодсет (аренда) | Типпелига       | 1     | 0    | 0     | 0     | 0               | 0               | 1     | 0     |
| 2014/15         | НАК Бреда (аренда)    | Эредивизи       | 9     | 0    | 4     | 1     | 0               | 0               | 13    | 1     |
| 2015/16         | НАК Бреда (аренда)    | Первый дивизион | 9     | 1    | 0     | 0     | 0               | 0               | 9     | 1     |
| Всего в карьере | Всего в карьере       | Всего в карьере | 19    | 1    | 4     | 1     | 0               | 0               | 23    | 2     |